# Pietro Maurizio Gagna
Pietro Maurizio Gagna, Ordensname Pietro d’Alcántara della Santissima Trinità OCD (* 22. September 1689 in Cherasco, Piemont; † 3. November 1744 in Bombay) war ein römisch-katholischer Bischof.

## Leben
Pietro Maurizio Gagna, aus der Familie der Gagna di Cherasco, trat 1706 in Mondovì in die piemontesische Provinz des Ordens der Unbeschuhten Karmeliten ein und legte dort am 2. Juni 1707 die Ordensprofess ab. Er absolvierte seine Studien in Turin, empfing die Priesterweihe und trat 1715 in das Missionsseminar San Pancrazio in Rom ein. Von dort am 5. Juli 1717 der Indienmission in Groß Mogul zugeordnet, kam er am 25. März 1718 in Basra und am 15. Januar 1719 in Bombay an.
Am 28. Januar 1728 ernannte ihn Papst Benedikt XIII. zum Titularbischof von Areopolis und am 3. Februar zum Apostolischen Vikar von Groß Mogul. Am 19. Oktober 1732 weihte ihn Giovanni Battista Maria Multedi, Apostolischer Vikar von Malabar, in Verapoly zum Bischof.